# تجمع خور عبد الله (المحفد)

تعديل مصدري - تعديل

تجمع خور عبد الله هو أحد التجمعات البدوية في عزلة المحفد بمديرية المحفد التابعة لمحافظة أبين، بلغ تعداد سكانها 43 نسمة حسب تعداد اليمن لعام 2004.